# 絆-kizunairo-色
《絆-kizunairo-色》（羈絆的顏色）是Lia的第11張單曲，由AMG MUSIC於2010年10月27日發售。

## 概要
- 與前作的推出日期相隔約3個月的作品。
- A面曲「絆-kizunairo-色」為電視動畫《FORTUNE ARTERIAL ―紅色約定―》的片頭曲。
- B面的「I miss you Lia solo」是Lia的翻唱曲目，原曲為Veil的第二張單曲「I miss you」。這首曲子是同一部動畫《FORTUNE ARTERIAL ―紅色約定―》的片尾曲。
- 初回生產限定盤連同收錄「絆-kizunairo-色 ～PV Live Edition～」的DVD包裝在一起。
- 通常盤内收錄了作為附加曲目的「絆-kizunairo-色 inst.w/z cho」。
- 單曲封套的表面圖案統一為千堂瑛里華，封套内側有2款式樣。其中限定版為紅瀨桐葉而通常版的則是東儀白。

## 收錄曲

### 初回限定盤
1. 絆-kizunairo-色
作詞：RUCCA，作曲：流歌，編曲：牧野信博
  - 電視動畫《FORTUNE ARTERIAL》片頭曲。
2. I miss you Lia solo
作詞、作曲、編曲：八木雄一
3. 絆-kizunairo-色（inst.）
4. I miss you（inst.）

### 通常盤
1. 絆-kizunairo-色
作詞：RUCCA，作曲：流歌，編曲：牧野信博
  - 電視動畫《FORTUNE ARTERIAL》片頭曲。
2. I miss you Lia solo
作詞、作曲、編曲：八木雄一
3. 絆-kizunairo-色（inst.）
4. I miss you（inst.）
5. 絆-kizunairo-色 inst.w/z cho（附加曲）

## DVD
- 僅限於初回生產限定盤。

1. 絆-kizunairo-色 ～PV Live Edition～

## 外部連結
- （日語）絆-kizunairo-色